# 鹿児島地方気象台
鹿児島地方気象台（かごしまちほうきしょうだい）は、鹿児島県鹿児島市東郡元町にある地方気象台。

## 概要
福岡管区気象台の管轄下にあり、鹿児島県域における地上気象観測、地域気象観測（アメダス）、生物季節観測からなる気象観測業務、予報業務、地震情報・防災・広報業務を行っているほか、地方予報中枢として九州地方南部（鹿児島県・宮崎県）の気象状況の監視も行っている。奄美地方については、名瀬測候所が業務の一部を担当している。
なお、鹿児島県は日本で唯一、同一県内において複数の気象区分を持つ県である。

## 沿革
- 1952年（昭和27年）4月1日 - 鹿児島測候所を鹿児島地方気象台と改称[1]。
- 1994年（平成6年）2月 - 荒田一丁目から東郡元町の鹿児島陸運事務所跡地に建設された鹿児島第2地方合同庁舎へ移転[2]。
  - 荒田一丁目の跡地には2001年（平成13年）11月に鹿児島税務署の新庁舎が落成している[3]。

## 天気予報区分
薩摩地方
- 鹿児島・日置 - 鹿児島市・日置市・いちき串木野市
- 出水・伊佐 - 阿久根市・出水市・伊佐市・長島町
- 川薩・姶良 - 薩摩川内市・霧島市・姶良市・さつま町・湧水町
- 甑島 - 薩摩川内市甑島
- 指宿・川辺 - 枕崎市・指宿市・南さつま市・南九州市

大隅地方
- 曽於 - 曽於市・志布志市・大崎町
- 肝属 - 鹿屋市・垂水市・東串良町・錦江町・南大隅町・肝付町

種子島・屋久島地方
- 種子島地方 - 西之表市・三島村・中種子町・南種子町
- 屋久島地方 - 屋久島町

奄美地方
- 北部 - 奄美市・大和村・宇検村・瀬戸内町・龍郷町・喜界町
- 南部 - 徳之島町・天城町・伊仙町・和泊町・知名町・与論町
- 十島村 - 十島村

## 所在地
- 鹿児島県鹿児島市東郡元町4番1号　鹿児島第2地方合同庁舎

## 地方予報区管内気象台
- 宮崎地方気象台